# كلاشنكوف (فلم 2020)
كلاشنكوف (الروسية: Калашников)، هو فيلم سيرة ذاتية روسي لعام 2020 حول تجارب المخترع ميخائيل كلاشنيكوف ومشروع مصيره، بندقية هجومية من طراز أيه كيه-47.
وشاركت في الفيلم ابنة المصمم إيلينا ومستشار أسلحة الكلاشينكوف. مخرج ومنتج الصورة هو كونستانتين بوسلوف، وبطولة الفيلم يوري بوريسوف، وأولغا ليرمان، وأرتور سموليانينوف، وإلدار كاليمولين.
أُقيم العرض الأول في روسيا بتاريخ 20 فبراير 2020 بواسطة ميغوغو للتوزيع (Megogo Distribution).

## القصة
يبدأ الفيلم بتسلسل (تكمله ذكريات لاحقة) يظهر فيه ميخائيل كلاشنيكوف، ابن مزارع شاب من ألتاي، يعمل سراً على لعبة بندقية وظيفية. ينتقل الفيلم إلى عام 1941، في خضم الحرب العالمية الثانية، حيث يعمل الرقيب الكبير الآن كلاشنيكوف كقائد دبابة. أصيب بجروح خطيرة أثناء إخراج بندقية ألمانية مضادة للدبابات، وتم نقله عن الخطوط الأمامية. أثناء نقله، واجه هو ورفيقه مجموعة من الجنود الألمان، وشهد رفاقه رشاشاً جديداً يفشل في لحظة حرجة بسبب أخطاء التصميم في المخزن. هذا يلهمه لاستخدام موهبته المكتسبة ذاتياً في اختراع تصميم سلاح آلي جديد للجيش السوفيتي.
في طريقه إلى المنزل، ينزل كلاشنكوف قبل الأوان في محطة ماتاي، حيث كان يعمل في السابق صانعًا للمحركات، لكن تم طرده لاستخدامه ورشة المستودع لبناء تصاميم أسلحته الخاصة. يناشد رئيسه السابق كروتوف للسماح له بتجميع أحدث اختراعاته، لكن كروتوف يرفض. عندما يقترح كلاشنكوف تصميمه على ضابط عابر رفيع المستوى يدعى باساروف، يحصل على إذن بالمضي قدماً، وبمساعدة العمال نجح في تصنيع مدفع رشاش جديد. أثناء محاولته إحضاره إلى باساروف، تم إلقاء القبض عليه عن طريق الخطأ، لكن ضابط الحراسة لاحظ تصميم البندقية وأرسلها للتقييم. نتيجة لذلك، تم إطلاق سراح كلاشنكوف وتشجيعه على تقديم بندقيته إلى الجنرال كورباتكين، قائد منطقة آسيا الوسطى، الذي يوافق على مشاركته في مسابقة فيدرالية لتصميم الأسلحة.
تم إرسال كلاشينكوف إلى جولوتفين، منشأة شتشوروف لاختبار الأسلحة، حيث سيتنافس مع مصممي الأسلحة المرموقين مثل أليكسي سوداييف وسيرغي كوروفين؛ هناك يلتقي أيضاً بإيكاترينا مويسيفا، مساعدة تصميم وزوجته المستقبلية. بينما يخسر سلاحه في النهاية أمام مسدس سودايف، يُمنح إذنًا للعمل على تصميمات أسلحة جديدة، ويشجعه أصدقاؤه أيضاً على مواصلة عمله. بحلول الوقت الذي تنتهي فيه الحرب، يكون لدى كلاشنكوف بندقية آلية جديدة جاهزة ويتم إرسالها إلى مصنع كافروف للأسلحة لتحسينها. نفد صبره لمعرفة ما إذا كانت تعمل، ونفى اختباره في ميدان الرماية، أجرى اختباره الخاص الناجح، حيث تم إلقاء القبض عليه لإطلاق النار من بندقيته في العراء وإحضاره إلى الجنرال ديجاريف، مصمم الأسلحة البارز الذي يعتبره كلاشنكوف أعنف منافسيه. ومع ذلك، فإن ديجاريف، معرباً عن احترامه الصادق لموهبة كلاشنكوف وتفوق تصميمه، يخرج نفسه من المنافسة، ويتم اختباره في ظروف قاسية (بعد غمره في الماء والرمل)، تمر البندقية الجديدة. في عام 1949، بعد أول اختبار ميداني رئيسي، تمت الموافقة على السلاح الجديد للإنتاج بالجملة. أصبح كلاشنكوف مزين بالأوسمة ومنح إجازة طويلة، يستخدمها لزيارة والدته في مزرعته مع زوجته وأطفاله.

## الإنتاج
يؤكد الممثل الرئيسي يوري بوريسوف أنه درس بنشاط مسار حياة شخصيته، وشارك في البحث وجمع المصادر البديلة، راغباً في إدراك مدى تعقيد شخصية صانع السلاح بمجمعاته وانعكاساته. وبحسب بوريسوف، فقد رأى بنفسه كلاشنكوف، وعندما مرّ، «طار منه شيء مباشرة وطار نحوي! ثم تجولت في الموقع معه».

### التصوير
بدأ العمل على الفيلم في أغسطس 2018، وتم التصوير، بما في ذلك مزرعة أبراكسين، منطقة دميتروف رايون، محافظة موسكو، في جمهورية القرم، في مدينة تورجوك، منطقة توروجكسكي، تفير أوبلاست وشوشاري قرب سانت بطرسبرغ، مشاهد بالقاطرات تم تصويرها. بالإضافة إلى ذلك، شاركت القاطرات بأعداد كبيرة في مستودع القاطرات بمحطة بودموسكوفنايا عند تصوير مشاهد في محطة ماتاي (كازاخستان تيمير زولي)، حيث بدأ كلاشنكوف العمل على أول رشاش له.
تم توفير الأزياء والدعائم من قبل موسفيلم، كما رعت الدبلجة وتسجيل الصوت. وقد تم تصوير مشهد من معركة دبابات في مجمع السينما فوين فيلم بالقرب من مدين، منطقة ميدينسكي، كالوغا أوبلاست، وذلك باستخدام مشهد اللوحة «إيلينسكي الحدود».
تم ترميم جميع نماذج الأسلحة التي طورها كلاشنكوف بشكل خاص وفقاَ للرسومات الواردة من المتحف التاريخي العسكري للمدفعية والمهندسين وسلاح الإشارة في سانت بطرسبرغ.

## الإصدار
في 15 فبراير 2020، تم عرض فيلم خاص في مدينة إيجيفسك. تم عرض الفيلم بطريقة مسرحية في الاتحاد الروسي في 20 فبراير 2020 بواسطة ميغوغو للتوزيع.